# 7490

Pinbelegung

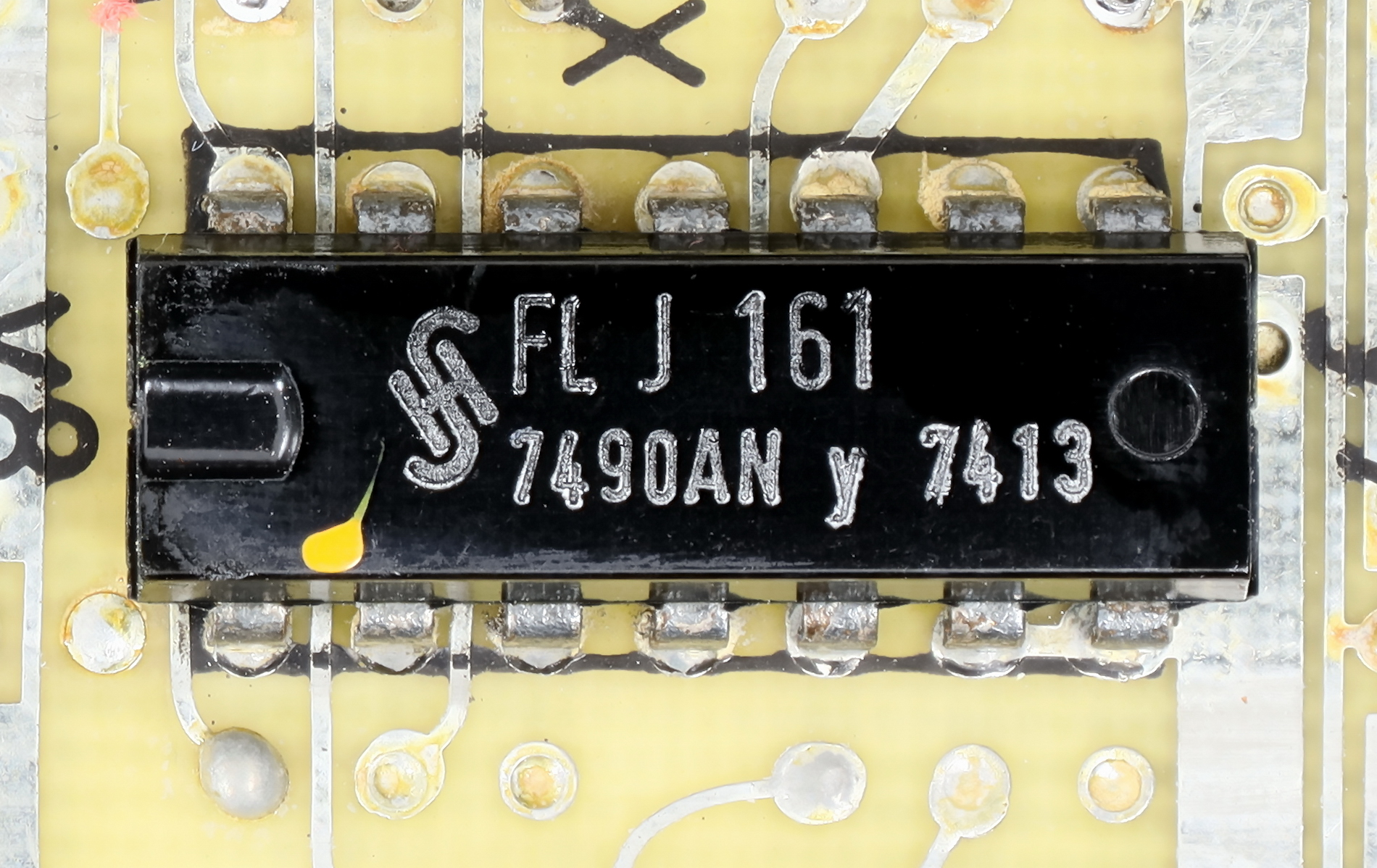
7490 von Siemens (mit der Pro-Electron-Bezeichnung FLJ161) in einer älteren Simatic-Steuerung

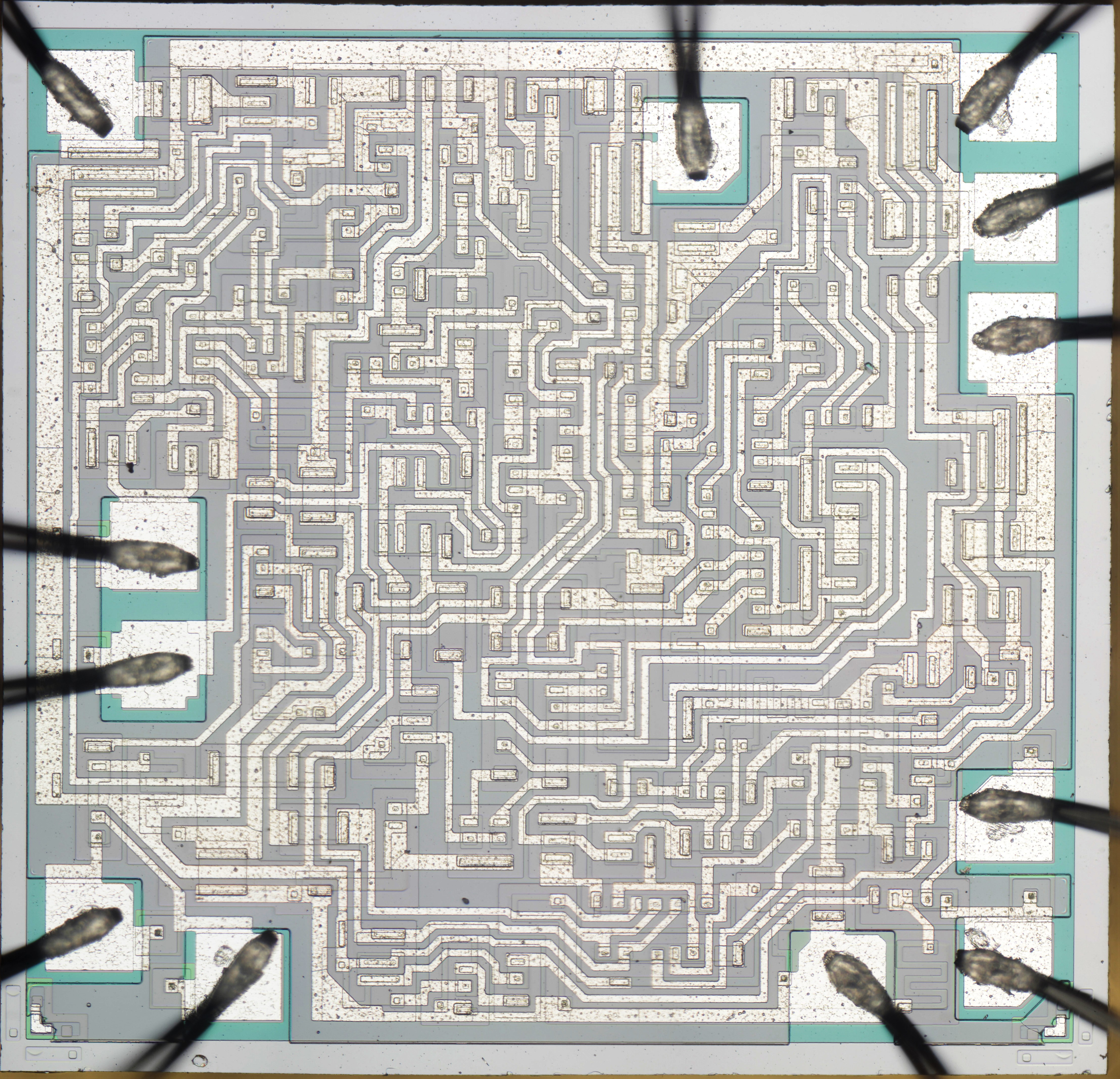
Die eines 7490 (Texas Instruments SN5490 mit gegenüber dem 7490 erweiterten Temperaturbereich)

Der 7490 ist ein integrierter Schaltkreis (IC) und gehört zur Familie der 74xx-Logikbausteine (ursprünglich von Texas Instruments). Er enthält einen 2-durch-5-Zähler. Hergestellt und geliefert wird er in einem 14-Pin-Dual-in-line-Gehäuse. Die Betriebsspannung beträgt 5 Volt (min. 4,75, max. 5,25).

## Varianten
Der 7492 enthält einen 2-durch-6-Zähler, der 7493 enthält einen 2-durch-8-Zähler.
Der 74390 kann so konfiguriert werden, dass er einen 7490 ersetzt.